# Улица Сакко (Тюмень)
У́лица Са́кко (до 1928 года — Больша́я Разъездна́я) — улица в историческом центре города Тюмень, расположенная между улицей Орджоникидзе и Первомайской улицей. Нумерация домов ведётся от Первомайской улицы.
Названа в честь американского рабочего-анархиста (революционера) Николы Сакко итальянского происхождения, казнённого за убийство инкассаторов.

## Расположение
Улица Сакко вместе с улицей Ванцетти находится в историческом центре Тюмени, район ранее назывался Потаскуй (официальное название). Улица примыкает к Первомайской улице и улице Орджоникидзе. Саму улицу пересекает Улица Водопроводная.
Улицы Большая и Малая Разъездные до революции сходились у Всехсвятской церкви.

## История
Ранее улица называлась Большой Разъездной, Малой Разъездной была улица Ванцетти. Большая Разъездная указана на генеральном плане Тюмени 1809 года. На улице находились места отдыха и кормления извозчичьих лошадей, отсюда они отправлялись в разъезд, и поэтому улица получила название Большая Разъездная.
Заселение Потаскуя началось в конце XVIII века. Первоначально селился бедный люд. Но во второй половине XIX, начале XX века район становится популярным для купцов, богатых жителей Тюмени. Вмести с зажиточными жителями появляются и представители древнейшей профессии, которых звали обычно — потаскухами.
На пересечении с Ишимской улицей (сейчас Орджоникидзе) находились Андреевские бани, названные по фамилии их хозяина купца Андреева. Здание бань было двухэтажное, кирпичное с буфетом и парикмахерской. На первом этаже было мужское отделение, на втором — женское. После революции их стали называть Ишимские бани.
Район Потаскуй, в которых находятся улицы Сакко и Ванцетти, был известен как центр подпольного большевистского движения. В домах улиц располагались: редакция подпольной большевистской газеты, явочные квартиры агентов.
В 1928 году улица изменила свое название с Большая Разъездная на Сакко.

## Архитектура
Раньше улица представляла собой достаточно «воздушную» по большей части застройку из невысоких деревянных домиков в 1-2 этажа. В 90-х годах XX в. все начало меняться, памятники деревянного зодчества потихоньку начали сноситься и заменяться пока ещё не очень высокими, но уже кирпичными домами. При этом застройка вся ещё оставалась достаточно свободной с пусть уже и не таким богатым, но обилием зелени.
На данный момент Сакко представляет достаточно плотную застройку из кирпичным многоэтажек не имеющих единого стиля и создающих ощущения гигантских стен. Зелени стало значительно меньше.

### Тюменский комитет РСДРП (снесено)

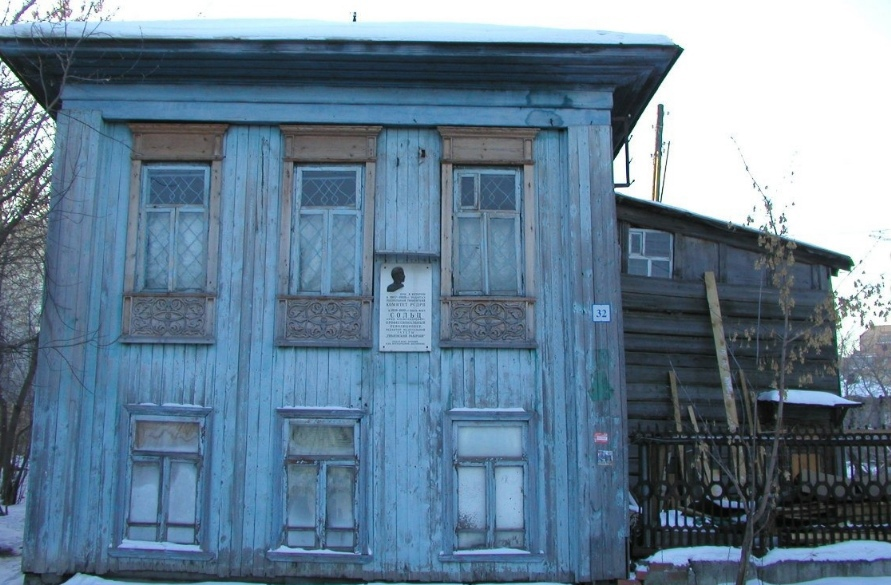
Дом Сольца

На ул. Сакко, 32 стоял деревянный особняк, который в советское время считался одной из главных достопримечательностей улицы. В 1907—1909 годах в нём работал подпольный Тюменский комитет РСДРП. Им руководил революционер, редактор нелегальной газеты «Тюменский рабочий», высланный в Тюмень Арон Сольц. Когда началась бурная переоценка деятельности революционеров, дом Сольца сначала пострадал от пожара, а потом его снесли в 2004 году.

### Жилая усадьба (Сакко, дом 15)

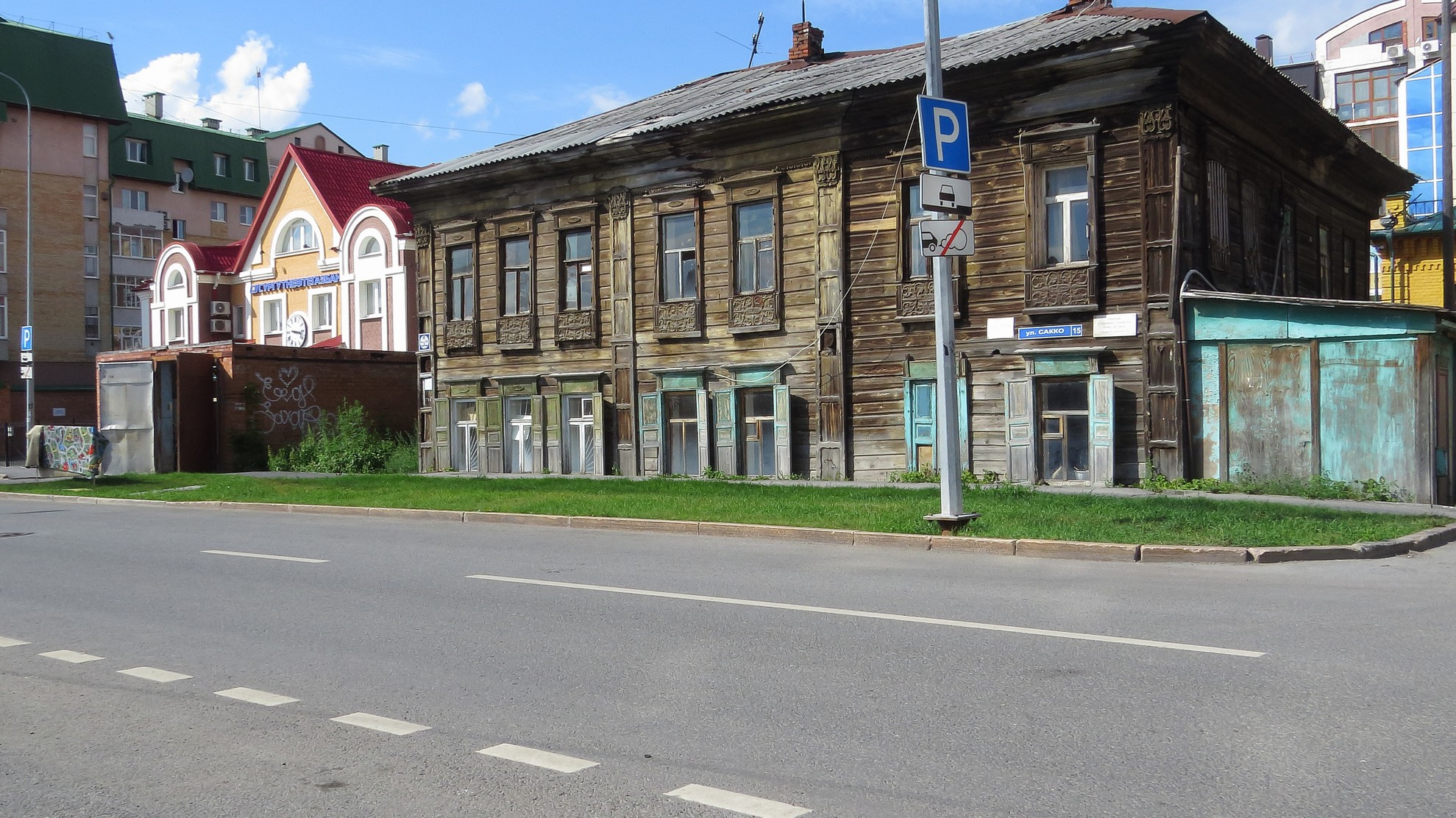
Сакко, дом 15

Жилая усадьба (Сакко, 15) сводит дом и флигель конца XX в. Деревянный жилой дом срублен крупным двухэтажным семистенком, входы устроены со двора. Здание привлекательно своеобразной резной декорацией местных традиций тех времен. Главным декором являются оконные наличники. Они дополнены высокими подоконными щитами, украшенными растительным орнаментом барельефной резьбы. В совокупности вся композиция окон производит впечатление стройности и нарядности.

## Список зданий и сооружений
По нечётной стороне:
- № 5 — жилой дом с административными помещениями. Материал: камень. Количество этажей: 6. Дата постройки: 2001 год. Жилых помещений: 29. Дом находится под управлением УК «Юпитер» с 01.06.2009.
- № 11 — административное здание Сургутнефтегазбанк
- № 15 — жилой дом. Материал: дерево. Количество этажей: 2. Дата создания: 1918 год. Считается объектом культурного наследия регионального значения.
- № 19 — административное здание. Общественная приёмная депутата Государственной Думы Дорохина П.С
- № 25 — жилой дом. Материал: дерево. Количество этажей: 2.
- № 29 — жилой дом. Материал: дерево. Дата постройки: 1920 г. Количество этажей: 2. Жилых помещений: 5. Дом находится под управлением УК «УютСервисБыт» с 01.04.2015.
- № 31 — административное здание. «Финансовый консалтинг».
- № 39 — жилой дом. Дата постройки: конец XIX в. Материал: дерево. Количество этажей:1.

По чётной стороне:
- № 30 — жилой дом с административными помещениями. Дата постройки: 2007. Количество этажей: 10. Жилых помещений: 108. Дом находится под управлением УК «Единство» с 29.10.2018. Департамент имущественных отношений Тюменской области.

На данный момент на улице Сакко из 21 здания 10 жилых (3 с административными помещениями) и 11 административных в которых: 4 Мед. центра, 5 Юридических контор, 3 Салона красоты, 10 Строй. компаний, 5 Финансовых учреждений, 4 Гос. заведения, 3 Предоставляют услуги для бизнеса, 1 Туристические услуги, 3 Обслуживают авто, 10 Магазинов, 2 Общепита, 1 Заведение культуры.

## Транспорт
Движение по всей улице идет двустороннее, светофоры присутствуют только на перекрестках. Имеются наземные пешеходные переходы.

## Галерея

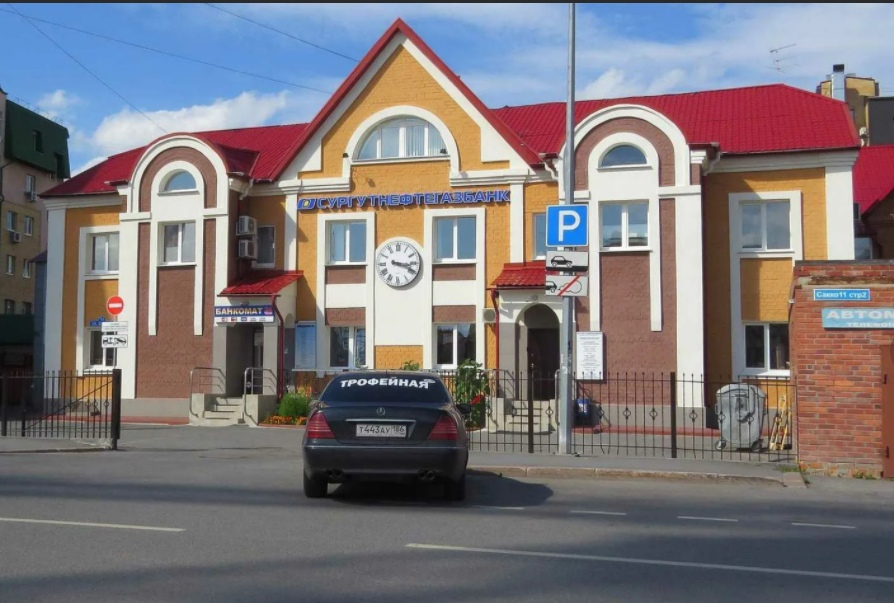
Сакко, дом 11
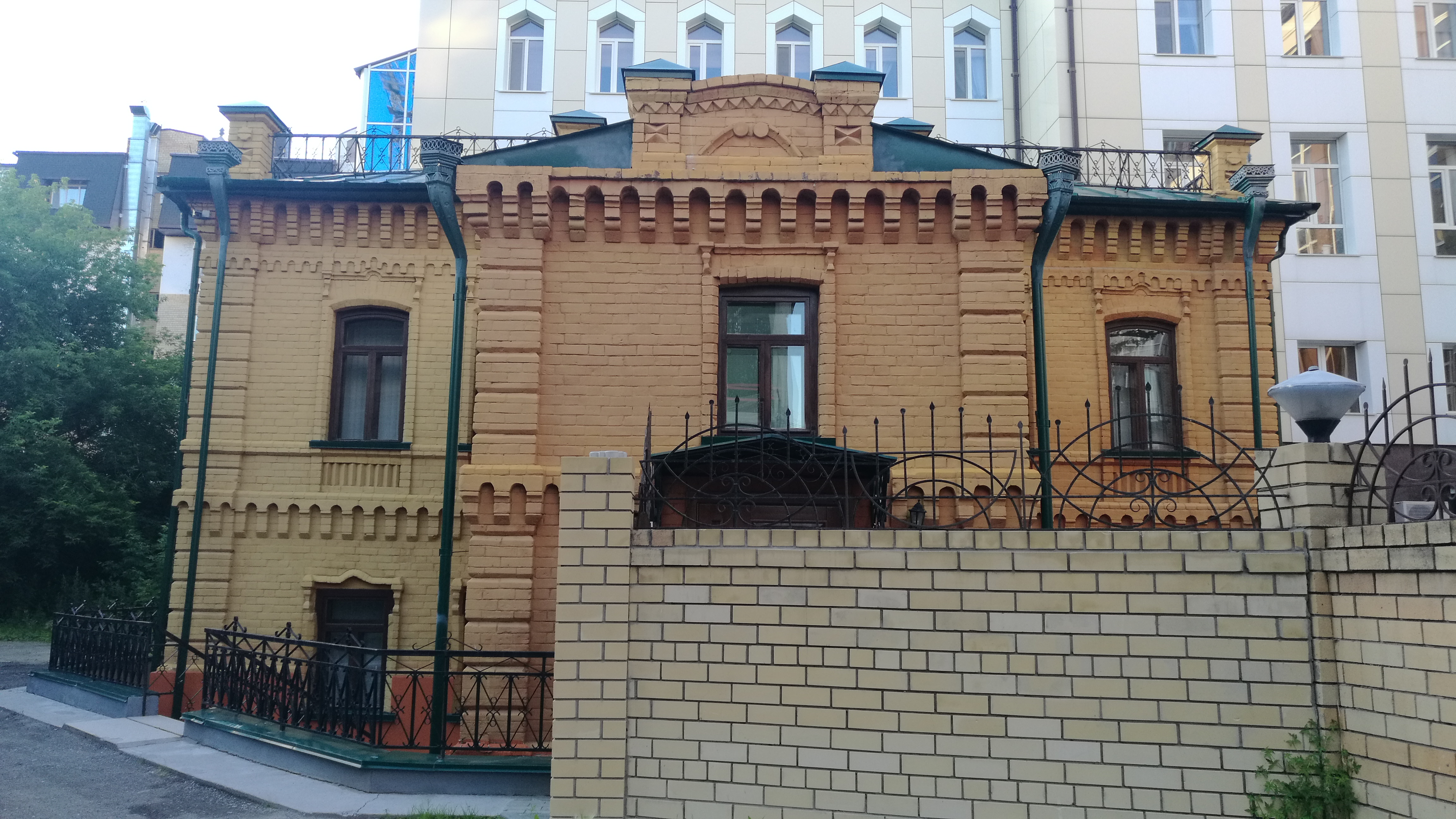
Сакко, дом 15а
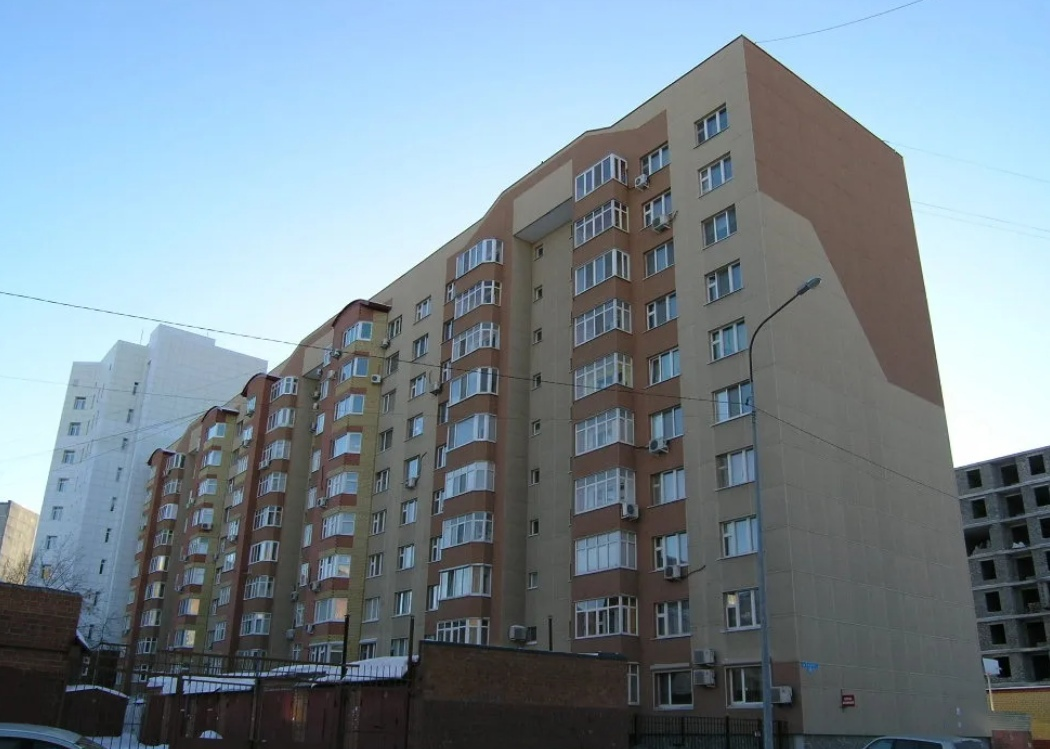
Сакко, дом 30
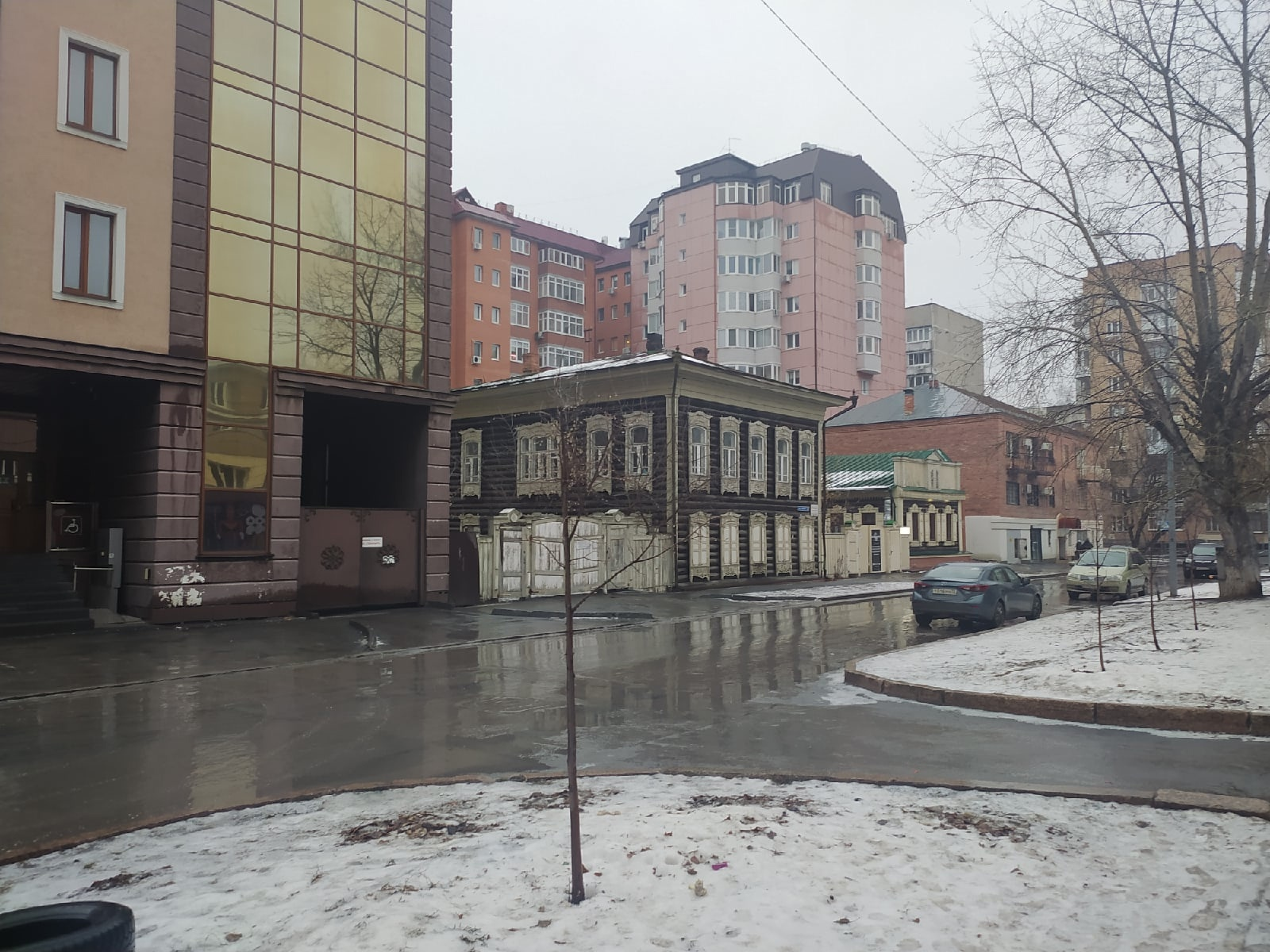
Сакко, дом 39
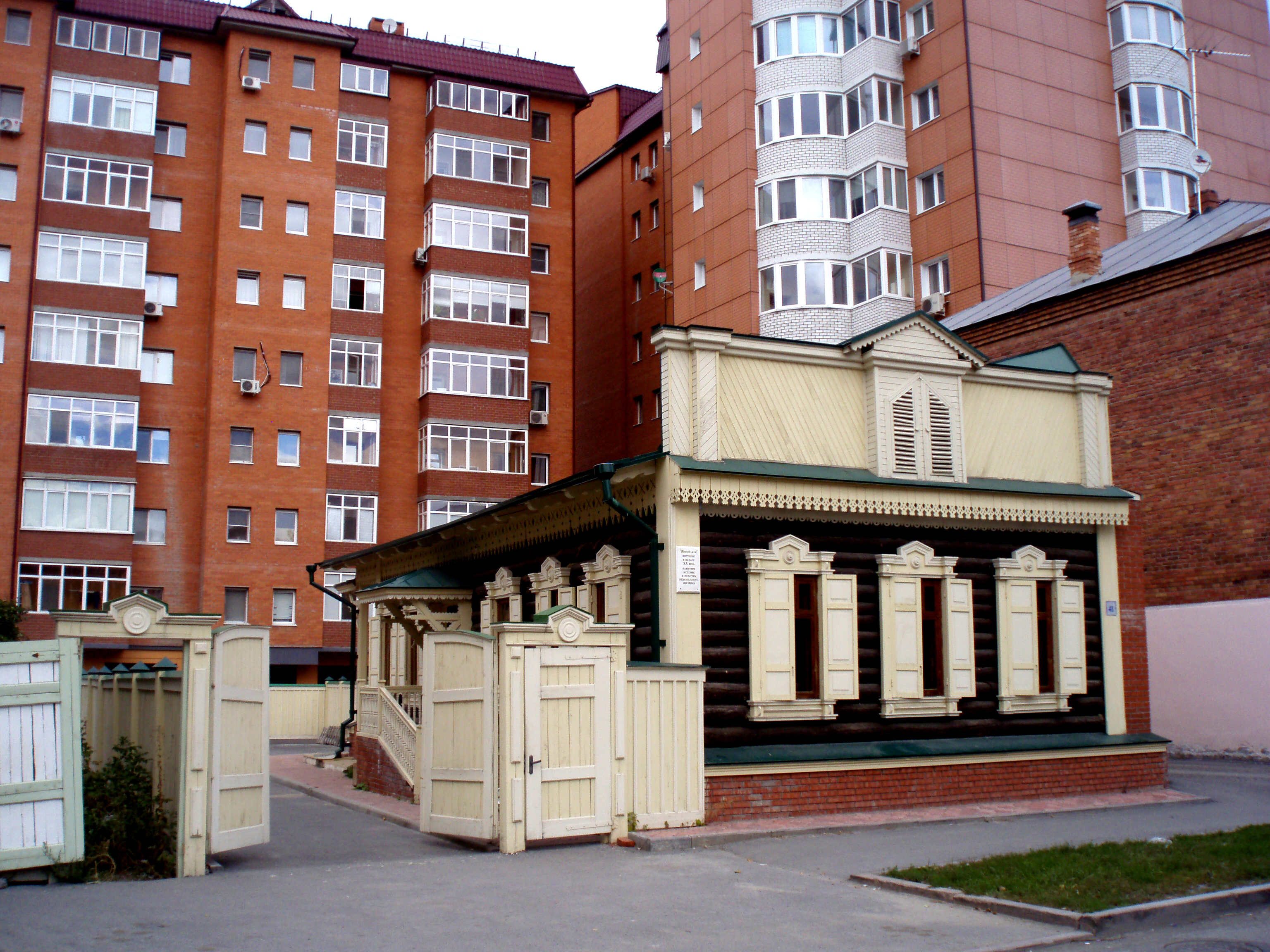
Сакко, дом 41